# クリストファー・ニコースキー
クリストファー・ジョン・ニコースキー（Christopher John Nitkowski、1973年3月9日 - ）は、アメリカ合衆国・ニューヨーク州出身の元プロ野球選手(投手)。
アメリカでの登録名は、C.J. Nitkowski。 韓国球界時代の登録名は、크리스 니코스키。発音指示によれば「ニットカウスキー（nit-COW-ski）」が近いが、ロシア系のため「ニートコフスキ」と呼ばれる事もある。

## 経歴

### レッズ時代
セント・ジョンズ大学卒業後、1994年のMLBドラフト1巡目（全体9位）でシンシナティ・レッズに指名され契約。
1995年6月3日のセントルイス・カージナルス戦で早くもメジャーデビューを果たす。

### タイガース時代
1995年7月31日、デビッド・ウェルズとのトレードでデーブ・タトル、マーク・ルイス（11月16日移籍）と共にデトロイト・タイガースへ移籍。

### アストロズ時代
1996年12月10日、ダグ・ブロケイル、ブライアン・ハンター、トッド・ジョーンズ、オーランド・ミラーとのトレードで、ブラッド・オースマス、ホセ・リマ、トレバー・ミラー、ダリル・ウォードと共にヒューストン・アストロズへ移籍。
1998年は43試合に登板し防御率3.37と、リリーフとして結果を残した。

### タイガース復帰
1999年1月14日、カルロス・ヴィラロボス、マーク・パーセイルス、ポール・バコ、ディーン・クロウ、ブライアン・パウエルとのトレードで、ブラッド・オースマスと共にタイガースへ復帰。2000年は野茂英雄とチームメイトだった。
2001年は、これまで谷間先発もしてきたが、完全にリリーフ一本化して56試合に登板した。

### メッツ時代
2001年9月2日、カイル・ケッセルとのトレードでニューヨーク・メッツへ移籍。5試合に登板し、無失点に抑えた。結果的に、3年連続で60試合以上に登板した。
10月15日にFAとなった。

### アストロズ復帰
2001年12月21日にヒューストン・アストロズと契約。
2002年3月25日に自由契約となったが、3月28日にアストロズと再契約。6月6日に再び自由契約となった。

### カージナルス時代
2002年6月6日にセントルイス・カージナルスと契約した。7月21日に自由契約となった。

### レンジャーズ時代
2002年7月29日にテキサス・レンジャーズと契約。
2003年9月29日に自由契約となった。

### ブレーブス時代
2003年11月18日にアトランタ・ブレーブスと契約。
2004年6月29日に自由契約となった。

### ヤンキース時代
2004年7月19日にニューヨーク・ヤンキースと契約。10月29日にFAとなった。
2005年1月24日、ミネソタ・ツインズと契約したが、3月31日に自由契約となった。

### パイレーツ時代
2005年4月6日、ピッツバーグ・パイレーツと契約したが、5月26日に自由契約となった。

### ナショナルズ時代
2005年5月27日にワシントン・ナショナルズと契約。10月3日にFAとなった。

### パイレーツ復帰
2006年1月5日、古巣パイレーツと契約。10月15日にFAとなった。メジャー8球団を渡り歩き、336試合に登板。通算18勝32敗3S、防御率5.37。

### ソフトバンク時代
2006年のシーズンオフ、福岡ソフトバンクホークスと契約した。単年契約で、推定年俸は5,000万円。アダム・ハイズデュとともに、ソフトバンクが2006年から導入した海外スカウト制による獲得第1号選手である。アメリカでの登録名はC.J.Nitkowskiで、NHK-BS1の「メジャーリーグ中継」ではニッカウスキーと呼ばれていた。ソフトバンク入団時、登録名はシージェー・ニトコースキーとしていたが、入団直後の2007年1月13日にクリストファー・ニコースキーへ変更した。
2007年9月7日の対オリックス・バファローズ戦（福岡Yahoo! JAPANドーム）において、プロ野球史上25人目の1球勝利を達成した。ニコースキーにとってはこれが来日初勝利で、初勝利を1球勝利で挙げたのはプロ野球史上4人目となった。ニコースキーはアトランタ・ブレーブス時代の2005年、対コロラド・ロッキーズ戦でも1球勝利を記録しており、史上初の日米両国での1球勝利達成者となった。同年は46試合に登板したものの防御率3.18で残留は微妙だったが、対左打者の被打率が低かったことと左の中継ぎ投手が少ない事情もあり、契約を更新した。
2008年3月22日の対東北楽天ゴールデンイーグルス戦の9回表、1点ビハインドから登板、3回を粘り強く投げ抜いて無失点。その直後にサヨナラ勝ちしたため、シーズン初勝利を挙げた。3月28日の対埼玉西武ライオンズ戦では9回裏、1点リードの場面で登板。G.G.佐藤に安打を浴びるも、中村剛也を三振で打ち取り、二盗を狙ったG.G.佐藤をキャッチャーの田上秀則が刺し、ニコースキーが来日初セーブを挙げた（このセーブがチームの2008年初セーブ）。しかし、課題の制球難が改善出来なかったため、同年限りで退団した。

### 韓国球界時代
2009年1月20日、韓国・SKワイバーンズと契約した。最初は先発として起用されたが結果を残せず、中継ぎに回っても首脳陣の信頼を得られなかったため、SKが6月21日に元巨人のゲーリー・グローバーと契約すると、外国人枠2人までの制約により退団となった。その後ウェーバー公示された際、同じ韓国の斗山ベアーズが契約譲渡を申し出たため、不振のため退団したマット・ワトソンの代役として6月30日付けで移籍し、左の先発として起用された。だがロッテとの準プレーオフ第1戦で先発し、肩の痛みを訴え途中降板するなど活躍できなかったこともあり、同年限りで解雇となった。
2010年7月25日、退団したダグ・クラークの代役として韓国・ネクセン・ヒーローズと契約したが、同年は2勝6敗、防御率6.68と振るわず、この年限りで解雇された。

### メッツ傘下時代
2012年7月15日、ニューヨーク・メッツとマイナー契約を結んだ。7月20日にAA級ビンガムトン・メッツに配属され、8月6日にAAA級バッファロー・バイソンズに昇格したが、11月3日にメジャー昇格のないままFAとなった。

### 引退後
2013年に公開された映画「42 〜世界を変えた男〜」でダッチ・レナード役として出演。
その後MLB.comのアナウンサーに就任。12月11日のGIBBY受賞者発表ではホスト役を担当し、ホークス時代にチームメイトだった川﨑宗則の受賞を発表した。またFOXスポーツなどテレビ局、ラジオ局のMLBアナリストとしても活動している。

## 人物
入団当初、その名前から週刊ベースボールのボールパーク共和国で、ブライアン・シコースキーと掛けたネタにされることが多かった。ちなみに2008年4月4日の対千葉ロッテマリーンズ戦では、勝利投手：シコースキー、敗戦投手：ニコースキーとなった。
2007年2月から月2回の予定で、日本の野球や文化に関するコラムを執筆し、AP通信に寄稿しており、記者と野球選手という二束の草鞋を履いている。また、YouTubeに本人が投稿した動画が公開されており、ほかの選手とともにカラオケに行っている様子などが窺える。
ブログでは首脳陣批判に近いことを書くこともあり、YouTubeにも日本野球を批判しているようにとれる動画を公開したことがある（ボークのとり方）。
2007年、当時投手コーチだった杉本正に「1ボークにつき、罰金5,000円を取る。たまったら嫁さんに渡すぞ」と言われていた。
発音が似ているニッカウヰスキーをプレゼントされ、それが好きになり、以来飲んでいるという。
2008年のプロ野球選手名鑑で、カタカナ表記のはずの「ニ」の文字が漢数字の「二」と誤記されている。

### 日本野球について
日本の野球の評価について、「そんなすごい選手たくさん見たわけじゃないが、斉藤和巳は別格」と語っていた。

## 詳細情報

### 年度別投手成績
| 年 度     | 球 団        | 登 板 | 先 発 | 完 投 | 完 封 | 無 四 球 | 勝 利 | 敗 戦 | セ 丨 ブ | ホ 丨 ル ド | 勝 率 | 打 者 | 投 球 回 | 被 安 打 | 被 本 塁 打 | 与 四 球 | 敬 遠 | 与 死 球 | 奪 三 振 | 暴 投 | ボ 丨 ク | 失 点 | 自 責 点 | 防 御 率 | W H I P |
| --------- | ------------ | ----- | ----- | ----- | ----- | -------- | ----- | ----- | -------- | ----------- | ----- | ----- | -------- | -------- | ----------- | -------- | ----- | -------- | -------- | ----- | -------- | ----- | -------- | -------- | ------- |
| 1995      | CIN          | 9     | 7     | 0     | 0     | 0        | 1     | 3     | 0        | --          | .250  | 154   | 32.1     | 41       | 4           | 15       | 1     | 2        | 18       | 1     | 2        | 25    | 22       | 6.12     | 1.73    |
| 1995      | DET          | 11    | 11    | 0     | 0     | 0        | 1     | 4     | 0        | --          | .200  | 184   | 39.1     | 53       | 7           | 20       | 2     | 3        | 13       | 1     | 0        | 32    | 31       | 7.09     | 1.86    |
| '95計     | DET          | 20    | 18    | 0     | 0     | 0        | 2     | 7     | 0        | --          | .222  | 338   | 71.2     | 94       | 11          | 35       | 3     | 5        | 31       | 2     | 2        | 57    | 53       | 6.66     | 1.80    |
| 1996      | DET          | 11    | 8     | 0     | 0     | 0        | 2     | 3     | 0        | --          | .400  | 234   | 45.2     | 62       | 7           | 38       | 1     | 7        | 36       | 2     | 0        | 44    | 41       | 8.08     | 2.19    |
| 1998      | HOU          | 43    | 0     | 0     | 0     | 0        | 3     | 3     | 3        | --          | .500  | 250   | 59.2     | 49       | 4           | 23       | 2     | 6        | 44       | 3     | 1        | 27    | 25       | 3.77     | 1.21    |
| 1999      | DET          | 68    | 7     | 0     | 0     | 0        | 4     | 5     | 0        | 0           | .444  | 349   | 81.2     | 63       | 11          | 45       | 3     | 3        | 66       | 4     | 3        | 44    | 39       | 4.30     | 1.32    |
| 2000      | DET          | 67    | 11    | 0     | 0     | 0        | 4     | 9     | 0        | 0           | .308  | 497   | 109.2    | 124      | 13          | 49       | 3     | 4        | 81       | 3     | 1        | 79    | 64       | 5.25     | 1.58    |
| 2001      | DET          | 56    | 0     | 0     | 0     | 0        | 0     | 3     | 0        | 0           | .000  | 220   | 45.1     | 51       | 7           | 31       | 7     | 5        | 38       | 1     | 0        | 30    | 28       | 5.56     | 1.81    |
| 2001      | NYM          | 5     | 0     | 0     | 0     | 0        | 1     | 0     | 0        | 0           | 1.000 | 21    | 5.2      | 3        | 0           | 3        | 1     | 0        | 4        | 0     | 0        | 0     | 0        | 0.00     | 1.06    |
| '01計     | NYM          | 61    | 0     | 0     | 0     | 0        | 1     | 3     | 0        | 0           | .250  | 241   | 51.0     | 54       | 7           | 34       | 8     | 5        | 42       | 1     | 0        | 30    | 28       | 4.94     | 1.73    |
| 2002      | TEX          | 12    | 0     | 0     | 0     | 0        | 0     | 1     | 0        | 1           | .000  | 63    | 13.2     | 11       | 0           | 13       | 0     | 0        | 14       | 0     | 0        | 4     | 4        | 2.63     | 1.76    |
| 2003      | TEX          | 6     | 0     | 0     | 0     | 0        | 0     | 0     | 0        | 1           | ----  | 52    | 9.2      | 17       | 0           | 8        | 1     | 0        | 5        | 0     | 0        | 8     | 8        | 7.45     | 2.59    |
| 2004      | NYY          | 19    | 0     | 0     | 0     | 0        | 1     | 1     | 0        | 0           | .500  | 65    | 13.0     | 18       | 1           | 6        | 0     | 4        | 10       | 2     | 0        | 11    | 11       | 7.62     | 1.85    |
| 2004      | ATL          | 22    | 0     | 0     | 0     | 0        | 1     | 0     | 0        | 0           | 1.000 | 95    | 20.0     | 22       | 3           | 10       | 0     | 2        | 16       | 3     | 0        | 11    | 10       | 4.50     | 1.60    |
| '04計     | ATL          | 41    | 0     | 0     | 0     | 0        | 2     | 1     | 0        | 0           | .667  | 160   | 33.0     | 40       | 4           | 16       | 0     | 6        | 26       | 5     | 0        | 22    | 21       | 5.73     | 1.70    |
| 2005      | WSH          | 7     | 0     | 0     | 0     | 0        | 0     | 0     | 0        | 1           | ----  | 17    | 3.1      | 5        | 0           | 2        | 0     | 0        | 2        | 0     | 0        | 3     | 3        | 8.10     | 2.10    |
| 2007      | ソフトバンク | 46    | 0     | 0     | 0     | 0        | 1     | 1     | 0        | 12          | .500  | 153   | 34.0     | 25       | 1           | 21       | 2     | 8        | 24       | 1     | 1        | 14    | 12       | 3.18     | 1.35    |
| 2008      | ソフトバンク | 39    | 0     | 0     | 0     | 0        | 2     | 4     | 2        | 7           | .333  | 193   | 42.2     | 43       | 1           | 19       | 2     | 5        | 31       | 1     | 3        | 25    | 22       | 4.64     | 1.45    |
| 2009      | SK           | 7     | 1     | 0     | 0     | 0        | 0     | 2     | 0        | 0           | .000  | 31    | 6.2      | 7        | 1           | 6        | 0     | 1        | 5        | 0     | 0        | 5     | 5        | 6.75     | 1.95    |
| 2009      | 斗山         | 12    | 12    | 0     | 0     | 0        | 4     | 6     | 0        | 0           | .400  | 270   | 62.1     | 56       | 2           | 27       | 0     | 8        | 42       | 0     | 0        | 28    | 24       | 3.47     | 1.33    |
| '09計     | 斗山         | 19    | 13    | 0     | 0     | 0        | 4     | 8     | 0        | 0           | .333  | 301   | 69.0     | 63       | 3           | 33       | 0     | 9        | 47       | 0     | 0        | 33    | 29       | 3.78     | 1.39    |
| 2010      | ネクセン     | 9     | 6     | 0     | 0     | 0        | 2     | 6     | 0        | 0           | .250  | 150   | 32.1     | 38       | 3           | 17       | 0     | 5        | 25       |       |          | 24    | 24       | 6.68     | 1.98    |
| MLB：10年 | MLB：10年    | 336   | 44    | 0     | 0     | 0        | 18    | 32    | 3        | 3           | .360  | 2201  | 479.0    | 519      | 57          | 263      | 21    | 36       | 347      | 20    | 7        | 318   | 286      | 5.37     | 1.63    |
| NPB：2年  | NPB：2年     | 85    | 0     | 0     | 0     | 0        | 3     | 5     | 2        | 19          | .375  | 346   | 76.2     | 68       | 2           | 40       | 4     | 13       | 55       | 2     | 4        | 39    | 34       | 3.99     | 1.41    |
| KBO：2年  | KBO：2年     | 28    | 19    | 0     | 0     | 0        | 6     | 14    | 0        | 0           | .300  | 451   | 101.1    | 101      | 6           | 50       | 0     | 14       | 72       |       |          | 57    | 53       | 4.71     | 1.52    |

### 記録
NPB
- 初登板：2007年3月24日、対オリックス・バファローズ1回戦（福岡Yahoo! JAPANドーム）、9回表1死に5番手で救援登板、村松有人に適時打を許し降板
- 初ホールド：2007年3月29日、対東北楽天ゴールデンイーグルス3回戦（福岡Yahoo! JAPANドーム）、7回表2死に3番手で救援登板、1回無失点
- 初奪三振：同上、8回表に礒部公一から空振り三振
- 初勝利：2007年9月7日、対オリックス・バファローズ19回戦（福岡Yahoo! JAPANドーム）、7回表1死に3番手で救援登板、2/3回無失点
- 初セーブ：2008年3月28日、対埼玉西武ライオンズ1回戦（西武ドーム）、9回裏に2番手で救援登板・完了、1回無失点

その他の記録
- 1球勝利投手：2007年9月7日、対オリックス・バファローズ19回戦（福岡Yahoo! JAPANドーム）、7回表にタフィ・ローズを二併殺　※史上25人目
- 1球勝利がプロ初勝利　※史上4人目

### 背番号
- 49 （1995年 - 同年途中、1999年）
- 36 （1995年途中 - 同年終了）
- 48 （1996年）
- 47 （1998年、2005年）
- 27 （2000年 - 2001年途中）
- 40 （2001年途中 - 同年終了、2004年）
- 50 （2002年 - 2003年）
- 35 （2007年 - 2008年）
- 59 （2009年 - 同年途中）
- 25 （2009年途中 - 同年終了）
- 94 （2010年）